# Skarvanes

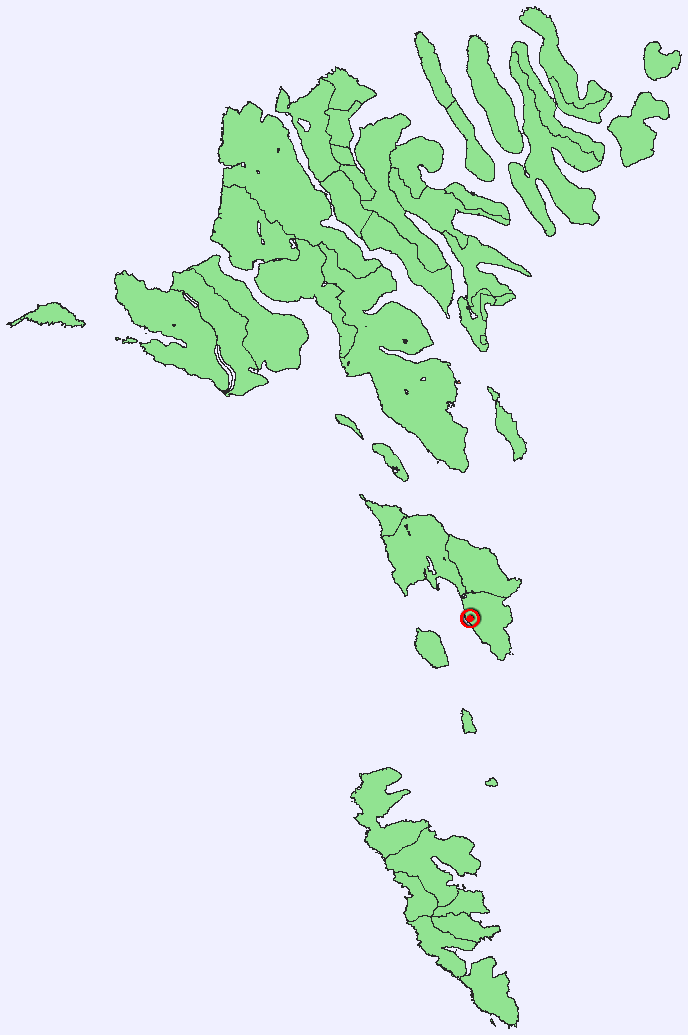
Lage von Skarvanes

Skarvanes [ˈskaɹvaneːs] (dänisch: Skarvenæs) ist ein Ort der Färöer an der Westküste der Insel Sandoy gegenüber der Insel Skúvoy.
- Einwohner: 5  (1. Januar 2007)
- Postleitzahl: FO-236
- Kommune: Húsavíkar kommuna

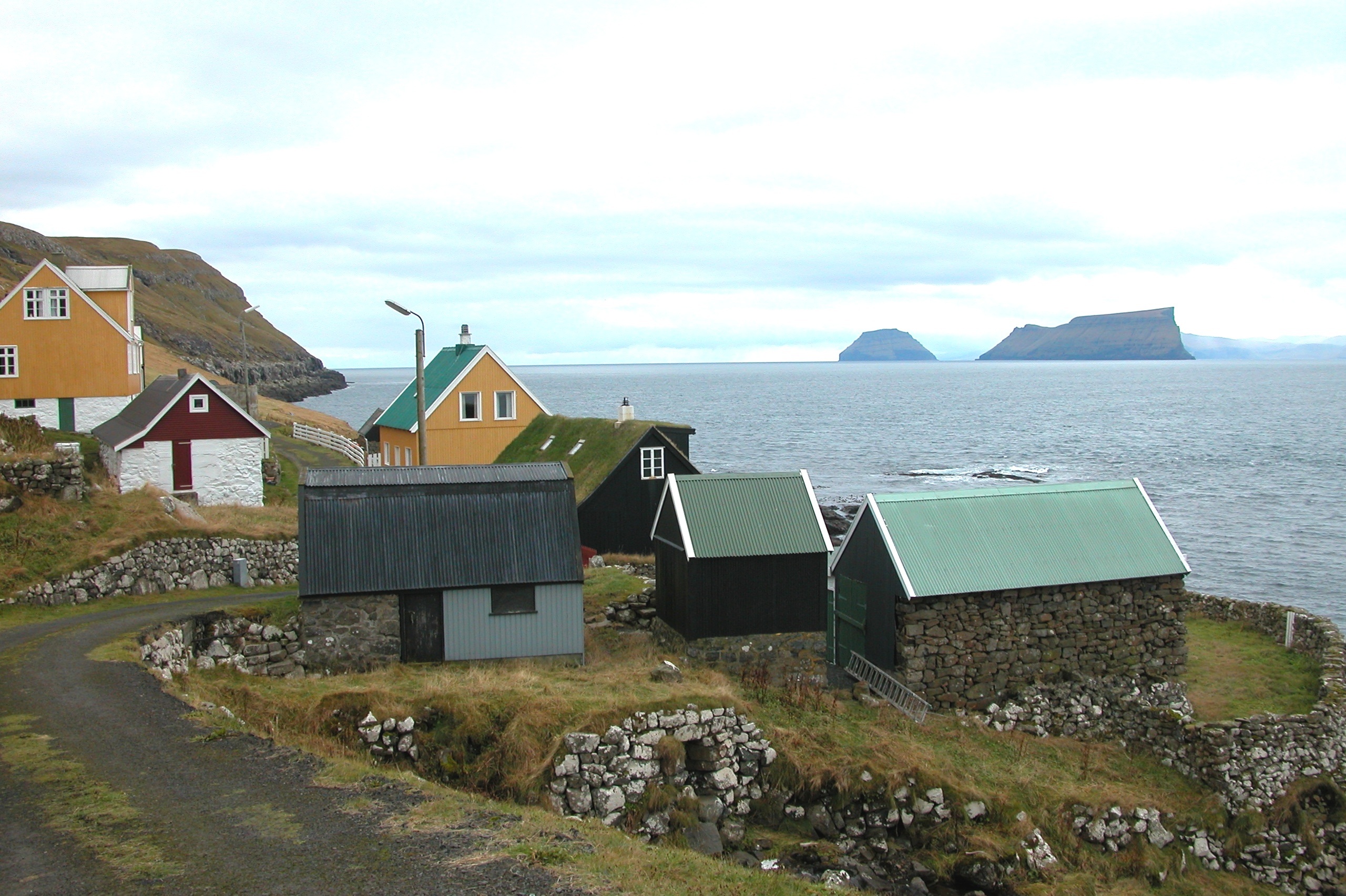
Skarvanes

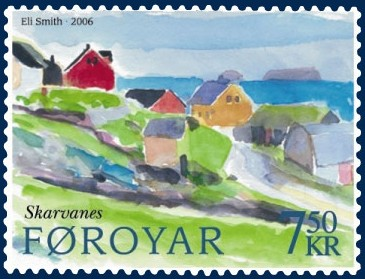
Briefmarke von 2006: die Inseln Stóra Dímun und Lítla Dímun im Hintergrund.

Skarvanes bildet zusammen mit den Orten Húsavík und Dalur im Osten die oben genannte Kommune und gleichzeitig den südlichen Teil der Insel.
Die Besiedlung datiert aus der Zeit um das Jahr 1500 zurück. Es ist dem Südwesten zugewandt, weshalb die dortigen Kornfelder sehr ergiebig waren. Die großflächige Allmende ist ziemlich gut, weshalb die Lebensverhältnisse der Tatsache zum Trotz, dass die Bedingungen für den Betrieb von Bootsfischerei wegen häufiger Brandung ungünstig waren, nicht schlecht waren. Gleichwohl kam es zur Abwanderung und die letzte Person im Dorf verstarb im Jahre 2000. Das Dorf war bereits entvölkert, in einem Tal 2 km nördlich des Dorfs wohnt aber immer noch eine Familie. Die Häuser des Dorfes dienen heute als Sommerhäuser und dergleichen.

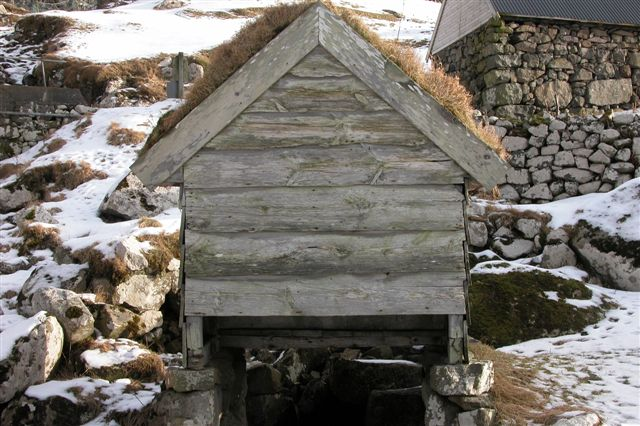
Die Wassermühle in Skarvanes

Hier befindet sich eine erhaltene kleine hölzerne Wassermühle mit dem typischen Grasdach, sie entspricht vom Typ her derjenigen, die im Freilichtmuseum des Dänischen Nationalmuseums besichtigt werden kann und auch von Sandoy stammt.
Ein altes Heiligtum in Skarvanes ist der Stein Kyriusteinur. Von dem Stein aus hatte man die letzte Aussicht auf das alte Gebetshaus, das bis zur Reformation 1538 benutzt wurde. Die alten Färinger wendeten sich zum Stein, murmelten ein gottesfürchtiges Kyrie eleison und warfen einen kleinen Stein über die Schulter.
Ein beliebter Wanderweg führt von Skarvanes nach Dalur. Ein anderer Wanderweg verläuft parallel zur Küstenstraße 37.
Skarvanes gehört zu den wenigen färöischen Dörfern, die der Umstellung auf Straßennamen und Hausnummern (ab 2005) nicht folgten und heute noch die alten Namen für jedes einzelne Haus verwenden.